# Saint-Valbert
Pour les articles homonymes, voir Saint Valbert.
Saint-Valbert est une ancienne commune française située dans le département de la Haute-Saône, en région Bourgogne-Franche-Comté.
Le 1er janvier 2019, elle fusionne avec Fougerolles pour former la commune nouvelle de Fougerolles-Saint-Valbert dont elle devient une commune déléguée.

## Géographie
Petit village près de Luxeuil-les-Bains, à proximité de la route nationale 57, dans la forêt de Haute-Saône.

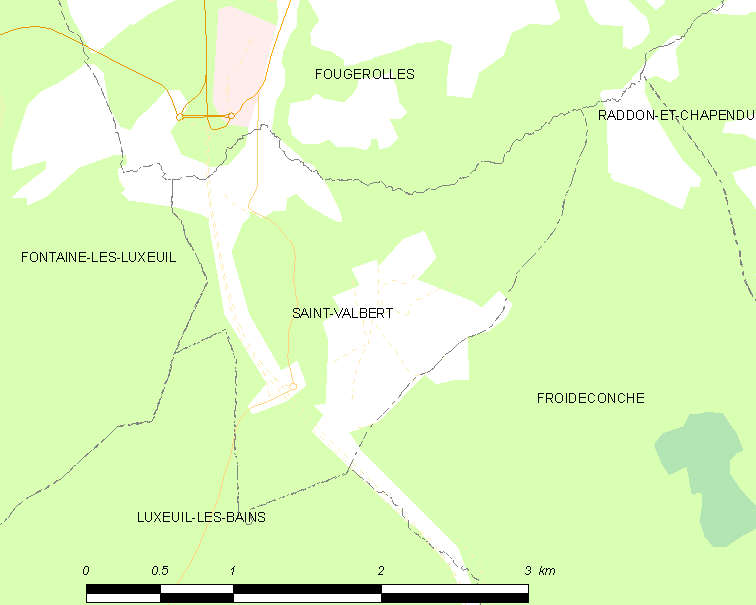
Situation de Saint-Valbert.

### Communes limitrophes
|                      | Fougerolles       |              |
| Fontaine-lès-Luxeuil | Saint-Valbert     | Froideconche |
|                      | Luxeuil-les-Bains |              |

## Toponymie
Au cours de la Révolution française, la commune porta provisoirement le nom de Val-d'Héricourt.

## Histoire
C'est d'un fils de seigneur franc de la tribu des Sicambres que l'ermitage tient son nom. Né aux environs de Meaux vers 595, Valbert était en effet de famille noble et possédait beaucoup de biens au soleil quand il choisit de consacrer son existence à Dieu. Il se dépouilla donc de toute sa richesse terrestre et s'en vint se retirer au sein de la forêt, à une lieue à peine de l'Abbaye Saint-Pierre et Saint-Paul de Luxeuil. Il mènera son humble existence d'anachorète pendant des années, nourrissant ses jours de méditations et de prières. Il quittera sa grotte creusée dans le grès une première fois pour participer à la fondation du monastère de Faremoutiers, près de Meaux et de Coulommiers, vers 625, puis une seconde fois pour prendre la succession de saint Eustaise (lui-même successeur de saint Colomban) à la tête de l'abbaye Saint-Pierre et Saint-Paul de Luxeuil. Il dirigea et fera prospérer celle-ci jusqu'à sa mort, le 2 mai 670.
Le village perdit 16 de ses habitants, soldats de la Première Guerre mondiale.
Le 1er janvier 2019, la commune de Saint-Valbert forme la commune nouvelle de Fougerolles-Saint-Valbert avec le bourg voisin de Fougerolles.

## Politique et administration

Carte départementale représentant en rouge la communauté de communes du Pays de Luxeuil.

### Rattachements administratifs et électoraux
La commune fait partie de l'arrondissement de Lure du département de la Haute-Saône, en région Bourgogne-Franche-Comté. Pour l'élection des députés, elle dépend de la deuxième circonscription de la Haute-Saône.
Elle fait partie depuis 1793 du canton de Luxeuil-les-Bains. Celui-ci a été scindé en 1985 afin de permettre la création du canton de Saint-Sauveur, et celui de Luxeuil ne compte alors plus que deux communes, Luxeuil-les-Bains et Saint-Valbert. Dans le cadre du redécoupage cantonal de 2014 en France, ce canton s'accroît et passe de 2 à 12 communes, dont Saint-Valbert.

### Intercommunalité
La commune fait partie de la communauté de communes du Pays de Luxeuil créée le 15 novembre 2001.

### Liste des maires

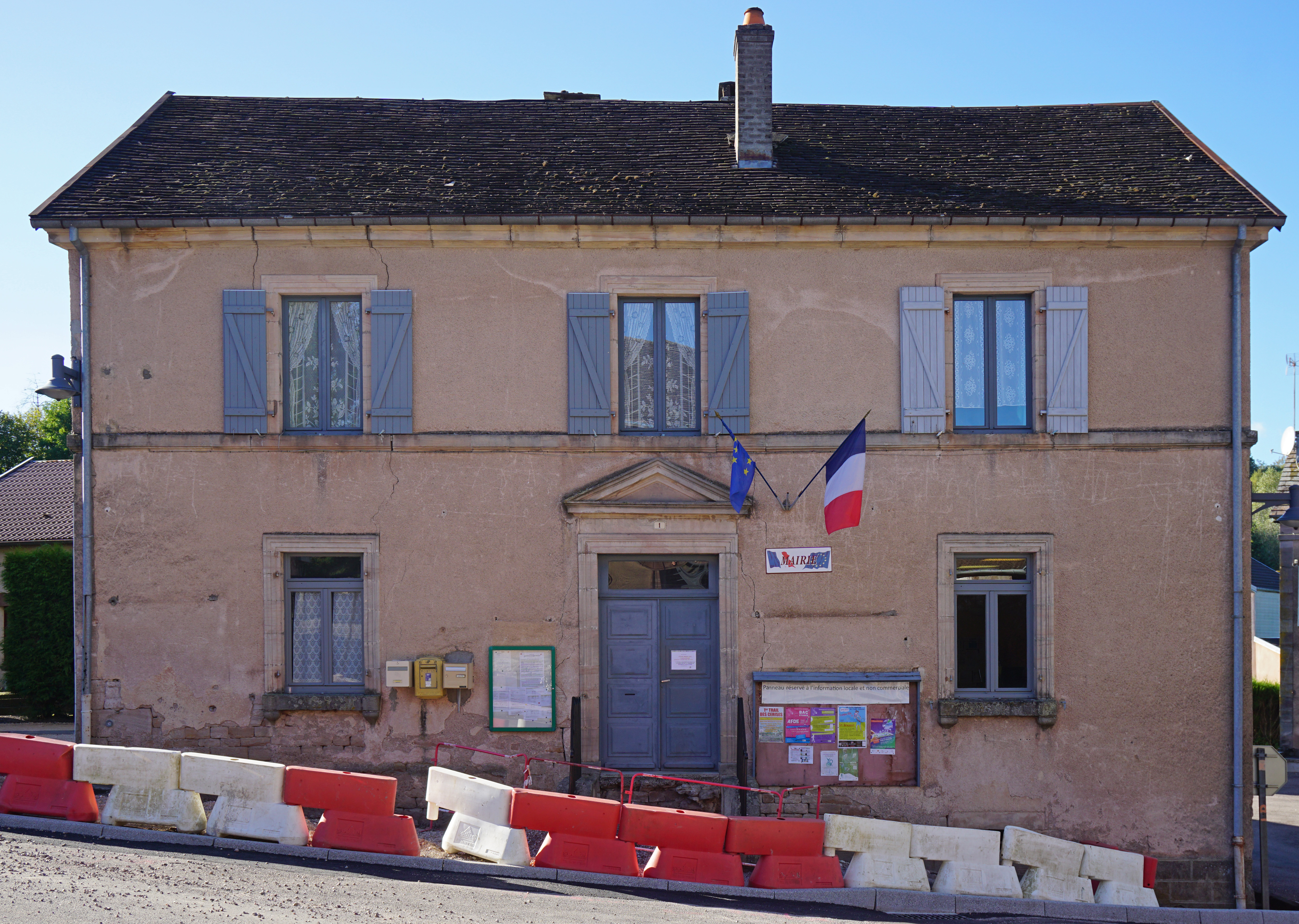
La mairie.

| Période                                  | Période                            | Identité               | Étiquette            | Qualité                         |
| ---------------------------------------- | ---------------------------------- | ---------------------- | -------------------- | ------------------------------- |
| Les données manquantes sont à compléter. |                                    |                        |                      |                                 |
| mars 1973                                | mars 1977                          | René Cholley           | SE                   |                                 |
| mars 1977                                | mars 1983                          | Jean-Claude Petitcolin | DVG                  |                                 |
| mars 1983                                | mars 2008                          | Ronald Larrière        | PS puis MDC puis MRC |                                 |
| mars 2008                                | janvier 2019 (fusion des communes) | Odile Pouilley         | SE                   | Réélue pour le mandat 2014-2020 |

| Période      | Période  | Identité         | Étiquette | Qualité |
| ------------ | -------- | ---------------- | --------- | ------- |
| janvier 2019 | mai 2020 | Odile Pouilley   |           |         |
| mai 2020     | En cours | Benjamin Rouleau |           |         |

## Population et société

### Démographie
L'évolution du nombre d'habitants est connue à travers les recensements de la population effectués dans la commune depuis 1793. Pour les communes de moins de 10 000 habitants, une enquête de recensement portant sur toute la population est réalisée tous les cinq ans, les populations de référence des années intermédiaires étant quant à elles estimées par interpolation ou extrapolation. Pour la commune, le premier recensement exhaustif entrant dans le cadre du nouveau dispositif a été réalisé en 2007.

En 2016, la commune comptait 241 habitants, en évolution de +7,59 % par rapport à 2010 (Haute-Saône : −1,4 %, France hors Mayotte : +2,11 %).
| 1793 | 1800 | 1806 | 1821 | 1831 | 1836 | 1841 | 1846 | 1851 |
| ---- | ---- | ---- | ---- | ---- | ---- | ---- | ---- | ---- |
| 231  | 304  | 364  | 384  | 388  | 483  | 427  | 378  | 390  |

| 1856 | 1861 | 1866 | 1872 | 1876 | 1881 | 1886 | 1891 | 1896 |
| ---- | ---- | ---- | ---- | ---- | ---- | ---- | ---- | ---- |
| 322  | 324  | 342  | 363  | 386  | 360  | 331  | 334  | 295  |

| 1901 | 1906 | 1911 | 1921 | 1926 | 1931 | 1936 | 1946 | 1954 |
| ---- | ---- | ---- | ---- | ---- | ---- | ---- | ---- | ---- |
| 348  | 284  | 265  | 240  | 236  | 210  | 210  | 196  | 234  |

| 1962 | 1968 | 1975 | 1982 | 1990 | 1999 | 2006 | 2007 | 2012 |
| ---- | ---- | ---- | ---- | ---- | ---- | ---- | ---- | ---- |
| 203  | 188  | 175  | 186  | 210  | 195  | 213  | 216  | 238  |

| 2016 | - | - | - | - | - | - | - | - |
| ---- | - | - | - | - | - | - | - | - |
| 241  | - | - | - | - | - | - | - | - |

### Manifestations culturelles et festivités
L’Amicale Moto des Cyclopes de Luxeuil-les-Bains organise régulièrement le Classic Moto de Saint-Valbert dont la cinquième édition a eu lieu en août 2016.
La fête patronale en l'honneur de Saint-Valbert est fêtée au village le 2 mai.

## Culture locale et patrimoine

### L'ermitage de Saint-Valbert
L'ermitage de Saint-Valbert demeure l'un des rares témoins du VIIe siècle qui soit conservé dans l'est de la France.
C'est un site paisible où l'architecture s'intègre harmonieusement au cadre naturel. Des animations y sont régulièrement organisées.

#### Histoire de Valbert
Valbert de Luxeuil ou Waldebertus, né vers 595, mort le 2 mai 670, fut le troisième abbé de Luxeuil (de vers 629 à vers 670). Il est fêté le 2 mai.
Vers 620, un jeune seigneur à cheval, tout armé, se présenta au monastère devant l’abbé Eustache de Luxeuil ou Eustaise. Il voulait fuir le monde et consacrer entièrement sa vie au service de Dieu : il avait pour nom Valbert ou Waldebert (dans le langage populaire Vaubert ou Gaubert). Nous en connaissons bien la vie racontée au Xe siècle par le moine luxovien Adson de Montier-en-Der.
Né en Brie vers 595 dans la terre de « Nant » (vraisemblablement Nanteuil-le-Haudouin, dans les environs de Meaux), il était fils d'un seigneur franc de la tribu des Sicambres, comte de Ponthieu (Basse-Picardie) et vicomte de Meaux. De ce fait, il possédait de vastes et riches domaines dans ces régions. Il avait reçu l'éducation guerrière des jeunes nobles de son époque et fréquenté la cour mérovingienne. Il y avait peut-être connu Eustaise qui, avant de se retirer à l'abbaye de Luxeuil, avait suivi la même voie.
Valbert se dépouilla de tout. Aussi bien de sa splendide armure que l'on conserva longtemps comme ex-voto dans l'église abbatiale, que d'une magnifique coupe faite d'une seule topaze sertie de lames d'or. Il s'ouvrit à Eustaise de son désir de vivre dans la solitude la plus totale et fut autorisé à mener la vie d'ermite, à quelque distance au nord de l'abbaye, au milieu de la forêt, dans une grotte creusée dans un banc de grès, près d'une source : c'est l'humble cellule que nous voyons encore aujourd'hui.
Il lui fallut, cependant s'arracher à son cher « désert » quelques années plus tard pour accompagner Cagnoald (frère de Fare, évêque de Laon sous Clovis II) à Evoriac (actuel Faremoutiers) et aider Fare, fille spirituelle de saint Colomban, à établir l'Abbaye de Faremoutiers (vers 625), près de Meaux. Il revint aussitôt après dans sa forêt sauvage. Mais, quatre ans plus tard, saint Gall ayant décliné le choix des moines de Luxeuil, pour succéder à saint Eustaise, en raison de son âge avancé, c'est là qu'on vint le chercher pour succéder à saint Eustaise.
À la tête du monastère, il poursuivit l'œuvre entreprise par saint Colomban ; il lui donna même un élan nouveau en introduisant la règle de saint Benoît, mieux adaptée à la vie monacale dans nos régions. La communauté put se développer davantage encore et s'épanouir : plus de trente fondations naquirent à son initiative, dont l'Abbaye Saint-Pierre de Corbie en Picardie, l'abbaye Saint-Pierre d'Hautvillers (où fut inventé le vin de champagne), l'abbaye Saint-Pierre de Montier-la-Celle (près de Troyes), l'Abbaye de Moutier-Grandval en Suisse et lorsqu'il rendit le dernier soupir, le 2 mai 670, l'abbaye Saint-Pierre et Saint-Paul de Luxeuil, était une véritable métropole monastique de réputation européenne.
Le tombeau de saint Valbert devint bientôt l'objet d'une très grande vénération, non seulement de la part des moines, mais aussi des foules nombreuses qui venaient implorer sa protection ou son intercession. On lui attribuait la préservation de l'église Saint-Martin lors de la destruction de l'abbaye en 731 et, par voie de conséquence, du fameux Lectionnaire de Luxeuil, conservé à la Bibliothèque nationale, qui porte, en souvenir, deux vers écrits au Xe ou XIe siècle en l'honneur du saint protecteur. Le culte des reliques, si vif au Moyen Âge, lui valut de supplanter dans la mémoire populaire saint Colomban qui n'était pas mort à Luxeuil.
L'ermitage devint aussi un lieu de pèlerinage où, selon le témoignage d'Adson, au Xe siècle, on se rendait par milliers, il est toujours visité aujourd’hui par les pèlerins.

#### Histoire de l'ermitage
L’origine du site avant l’arrivée du moine Valbert est inconnue. Si une importante masse de rochers de grès blanc et rouge laisse supposer la présence d’une carrière. Les historiens datent l’origine de la carrière à l’époque du Moyen Âge.
Au VIIe siècle l’ermitage se composait de la grotte proprement dite, vaste excavation sous un énorme bloc de rocher, dont l’ouverture donnant vers la vallée du ru de Rôge, fut peut-être murée partiellement pour se protéger des intempéries.
La grotte où le saint anachorète avait passé tant d’années de sacrifices fut, elle aussi, l’objet de soins attentifs de la part des moines et devint un but de pèlerinage pour les foules qui, au témoignage d’Adson (Xe siècle), y venaient par milliers, boire l’eau de la source.
Au XVIIIe siècle, la congrégation de Saint-Vanne et Saint-Hydulphe réforma les abbayes bénédictines, afin de ramener les moines à l’observance stricte de la règle. Le culte envers les saints de l’abbaye, en particulier envers saint- albert se développa et d’importantes transformations furent réalisées.
Les bâtiments étaient conservés et entretenus jusqu’à la Révolution française par les moines de l'abbaye Saint-Pierre et Saint-Paul de Luxeuil.
Après la Révolution, l’ermitage fut vendu comme bien national et acheté par des industriels surtout intéressés par les forêts environnantes. En 1843, le cardinal Mathieu, archevêque de Besançon, racheta l’ensemble de la propriété qui fut rétrocédé à l’école secondaire ecclésiastique de Luxeuil en 1863. À partir de cette date les séminaristes ont aménagé le site afin d'en faire un lieu de prières et de méditation.
La loi de séparation des Églises et de l'État de 1905, marqua le début de la dégradation et du pillage des bâtiments mis sous séquestre, malgré un classement parmi les Monuments historiques en 1914 des bâtiments.
En 1942, le domaine en ruines a été restitué à l’Association diocésaine grâce à Mgr Dubourg, archevêque de Besançon. L’ensemble du site fut classé à l’inventaire des Monuments historiques en 1943[réf. nécessaire].
Le renouveau de l’ermitage a commencé en 1960 grâce à l’association Les Amis de Saint-Colomban présidée par le Dr. Gilles Cugnier. Elle engage un vaste chantier de remise en valeur du site, avec le concours de jeunes lyonnais et irlandais pendant plusieurs années, pour en faire un lieu de prières et de pèlerinage pour les croyants.
Le site est, aujourd'hui, ouvert au public. On y découvre la grotte de Saint-Valbert, la grotte de la Source, des Jardins à la Française avec un bassin ovale, une chapelle, une carrière (d'origine du Moyen Âge) et une auberge (ouverte à la belle saison).

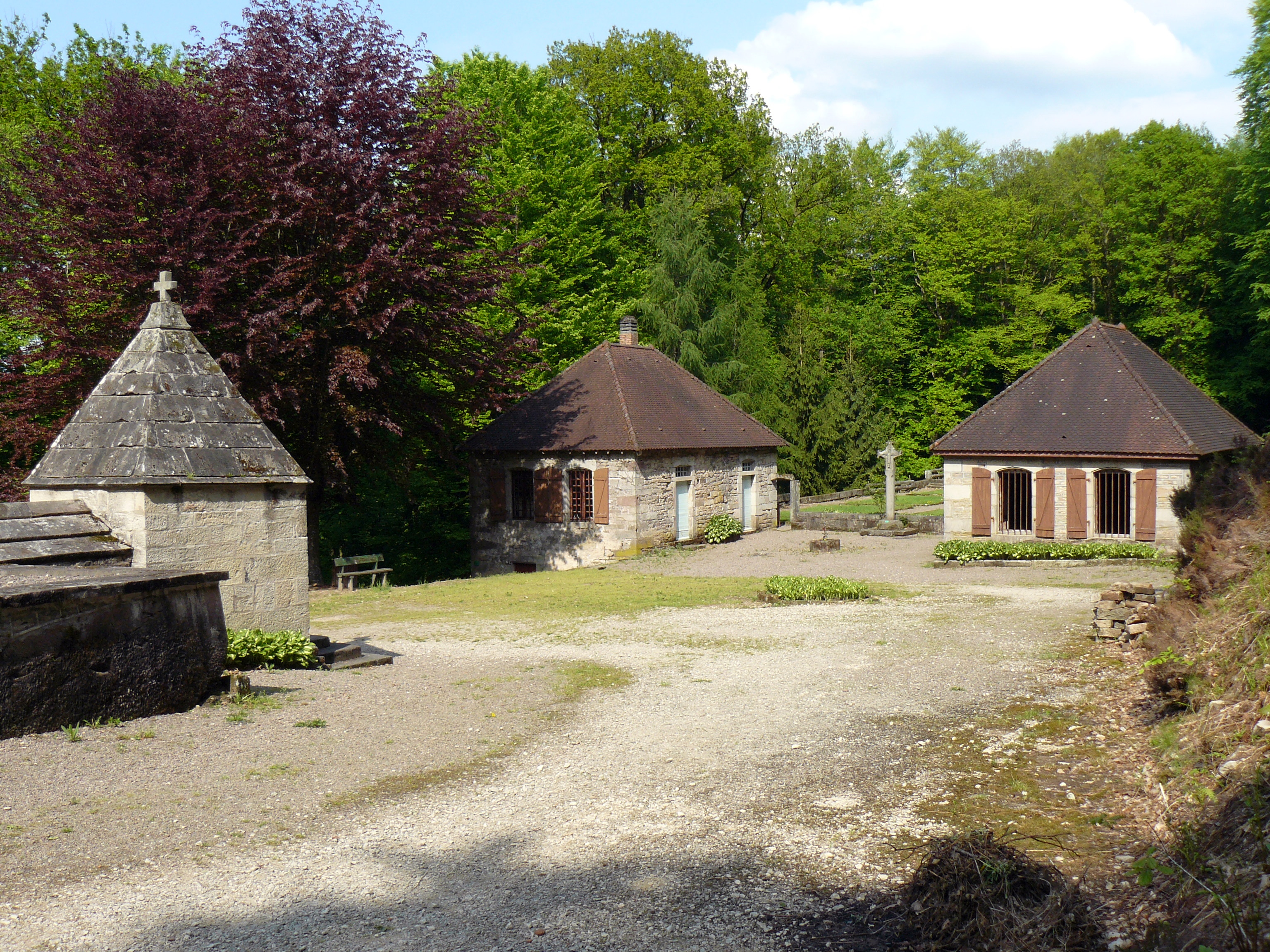
L'ermitage.
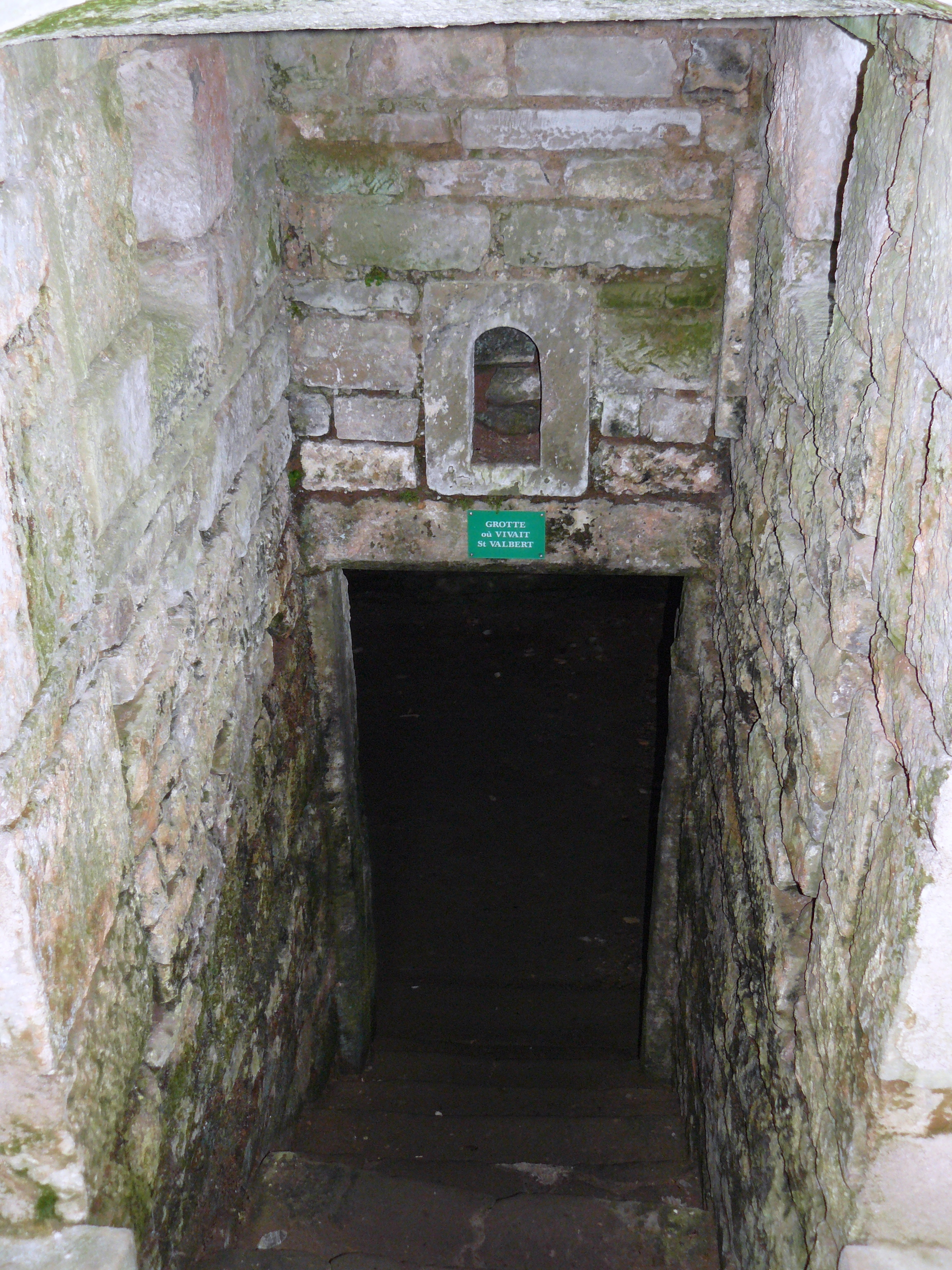
Entrée de la grotte de Saint-Valbert.
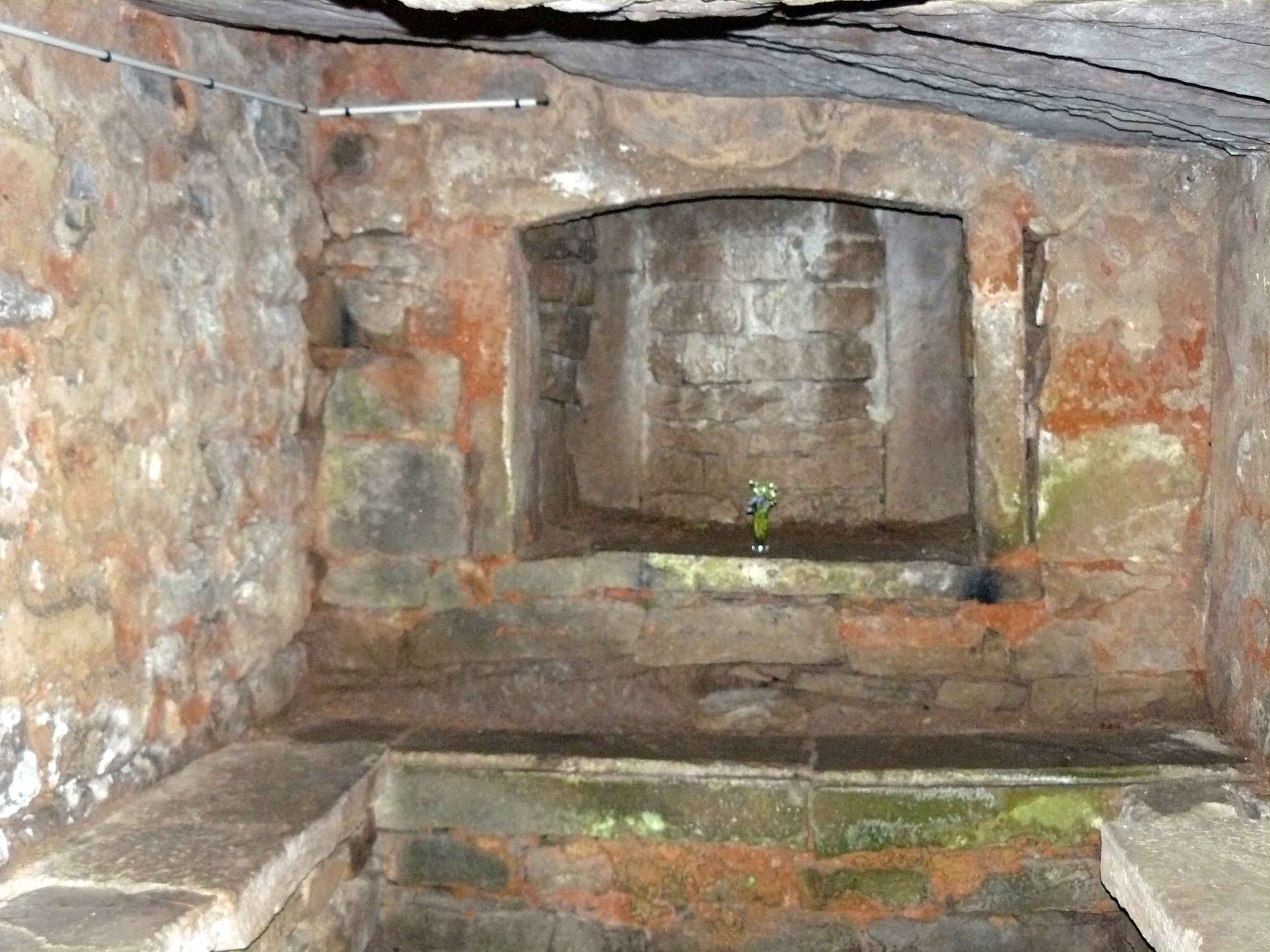
Intérieur de la grotte de Saint-Valbert.
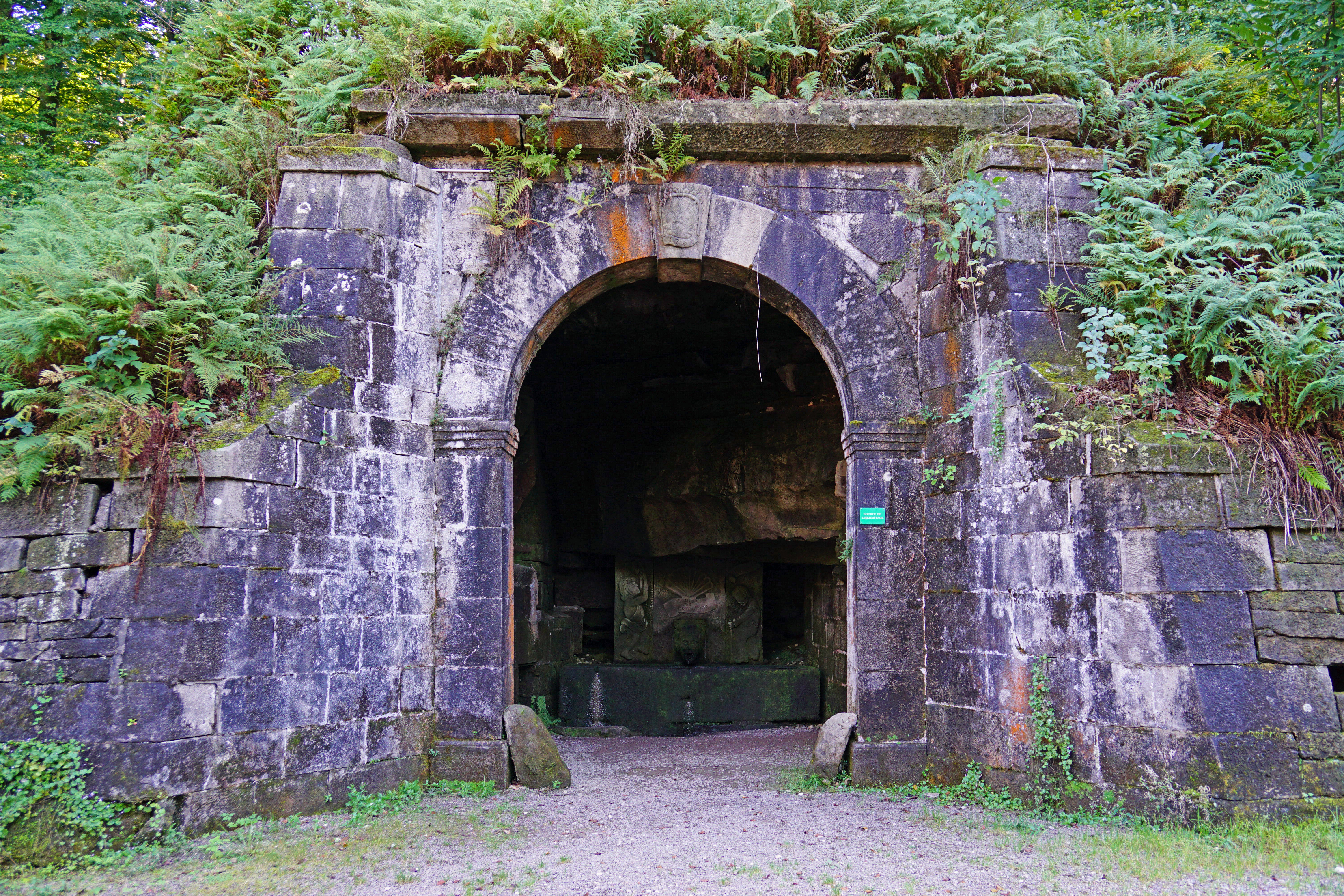
La source.

### Autres lieux et monuments

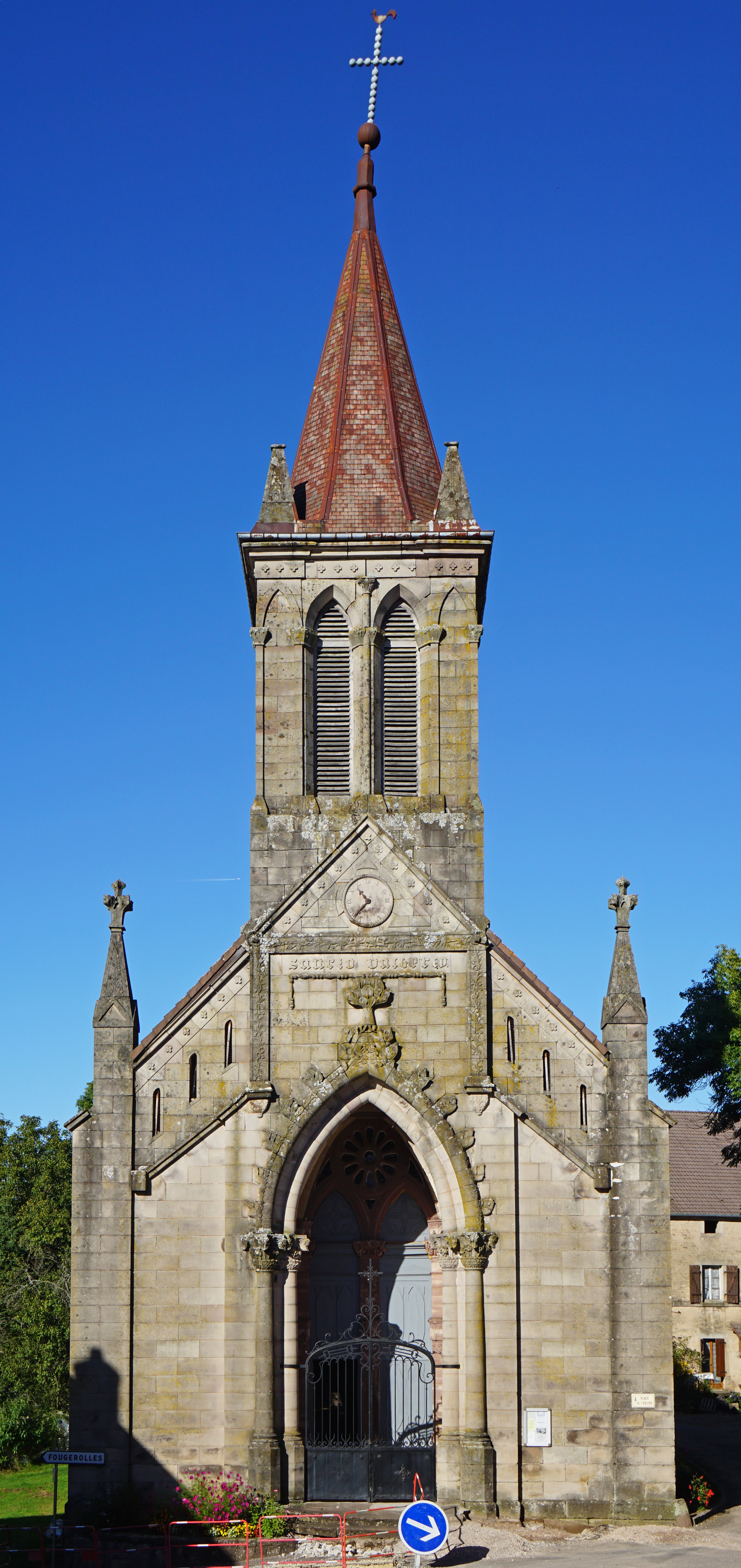
L'église.

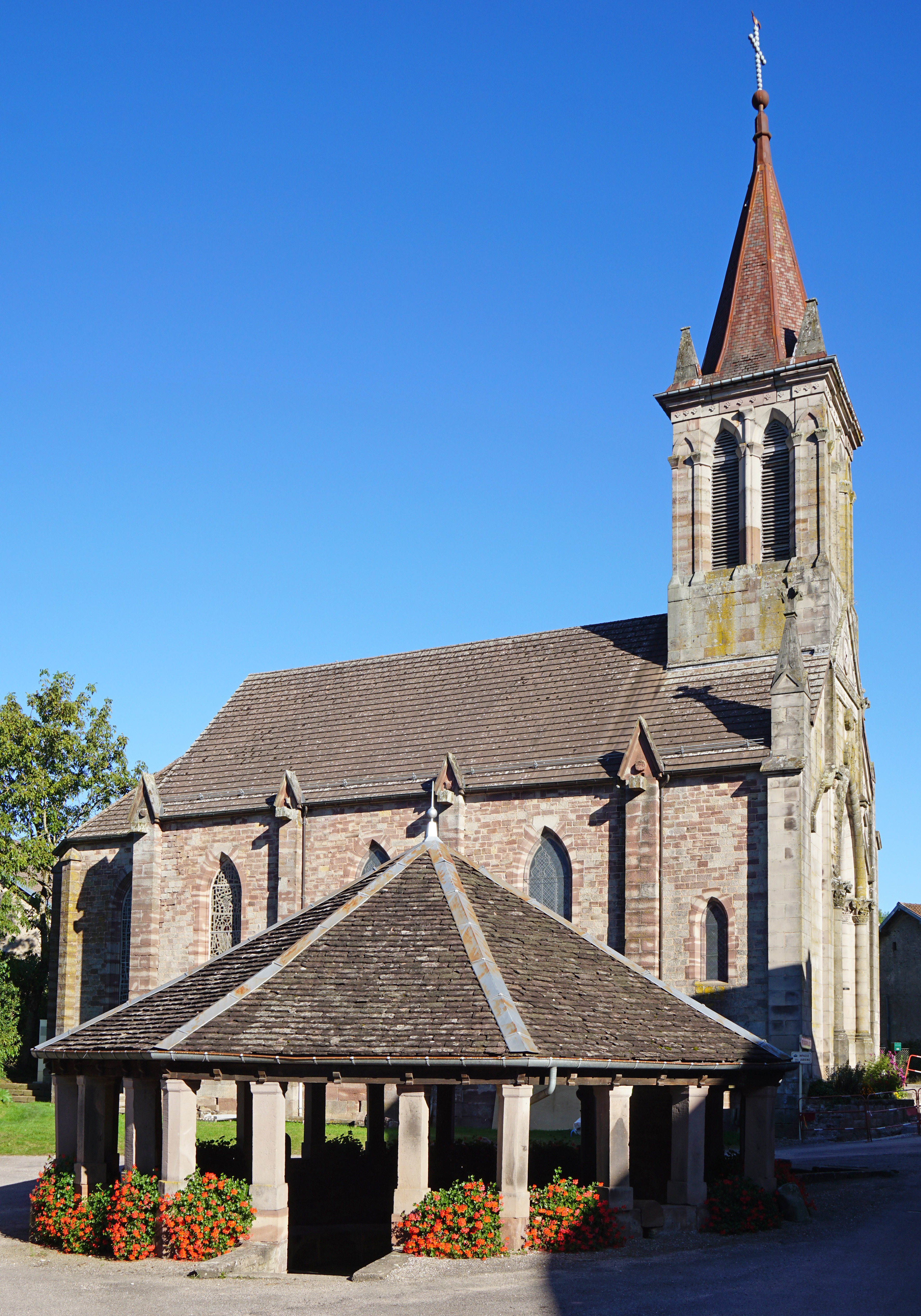
L'église et le lavoir.

- Église, dont le clocher contient une des plus vieilles cloches de Haute-Saône, datant de 1563[20] ;
- Lavoir du XIXe siècle, utilisé jusqu'en 1965[20] ;
- Bâtiments de grès datant du XVIIIe siècle ;
- jardin à la française ;
- source ;
- gros bloc minéral la roche du Diable, où la tradition locale situe un combat entre Saint Valbert et le Diable, mais que les archéologient rattachent à une roche marquée par les outils de carriers fabriquant des sarcophages à proximité[21] ;
- parc animalier de Saint-Valbert, situé presque en totalité sur le territoire de la commune de Fougerolles et le surplus sur Saint-Valbert, géré par les deux intercommunalités du pays de Luxeuil et de la Haute Comté, et qui préserve 17 animaux sur les 60 hectares de l'équipement. Environ 3 000 personnes le visitent chaque année[22].

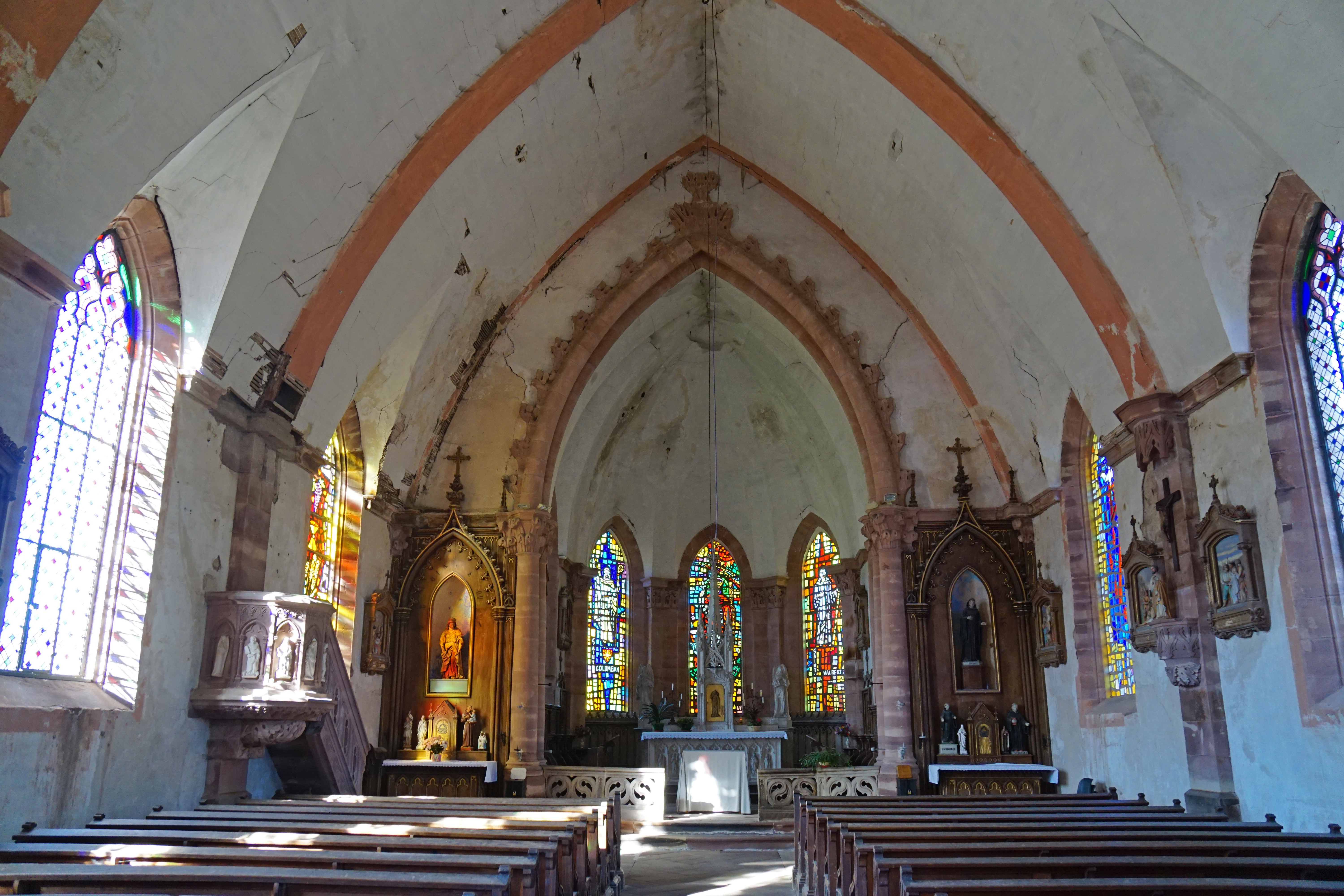
L'intérieur de l'église.
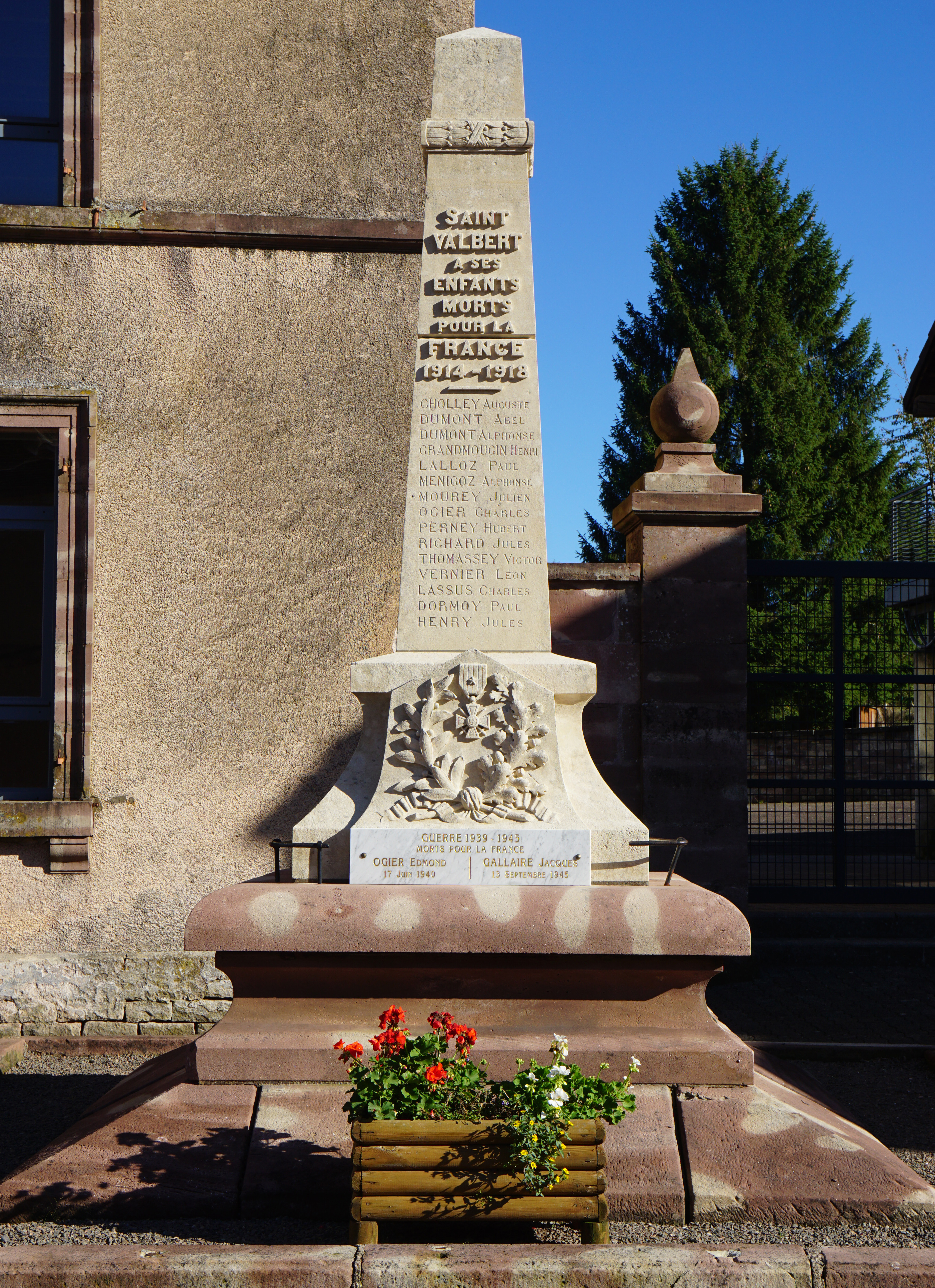
Monument aux morts.
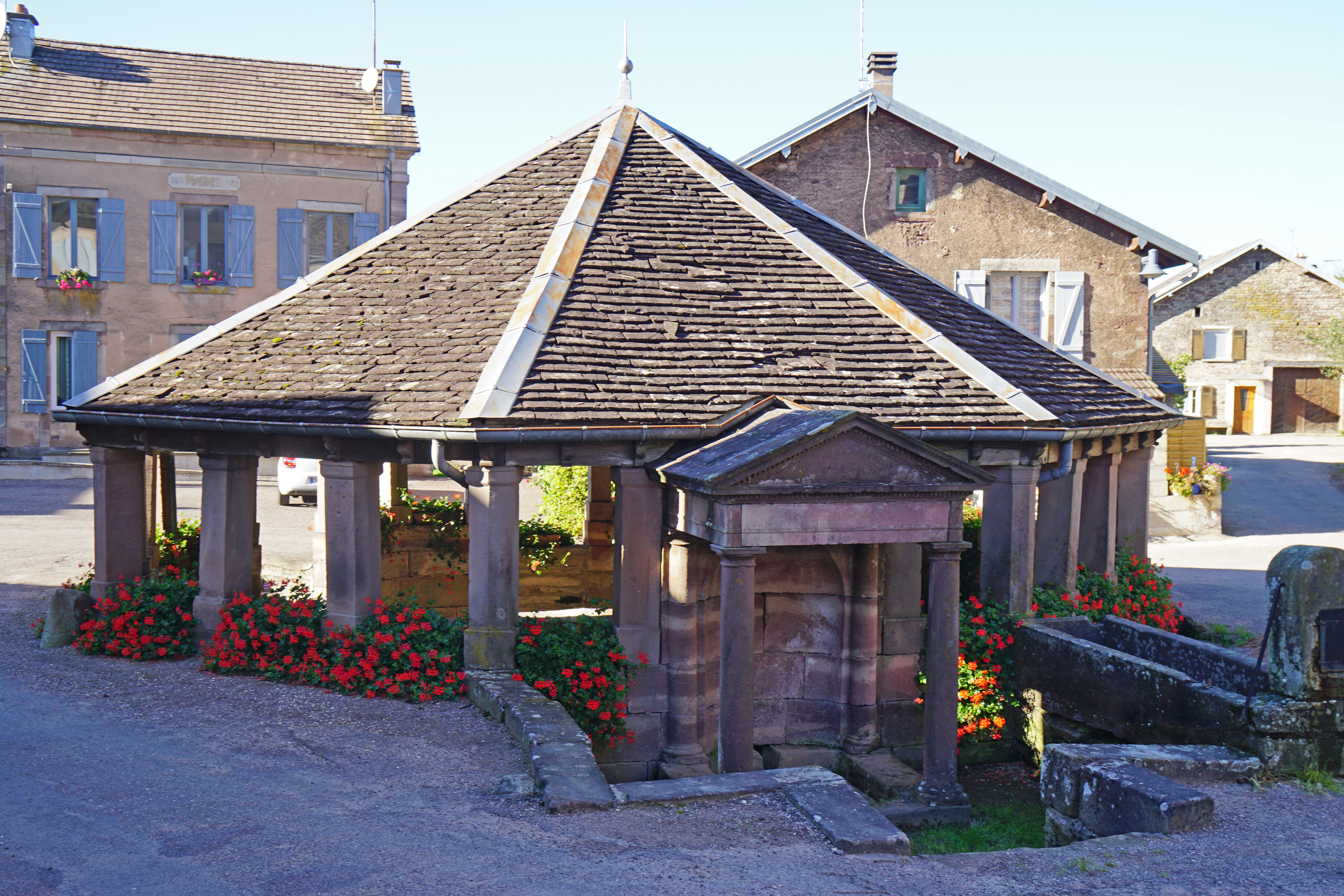
Le lavoir.
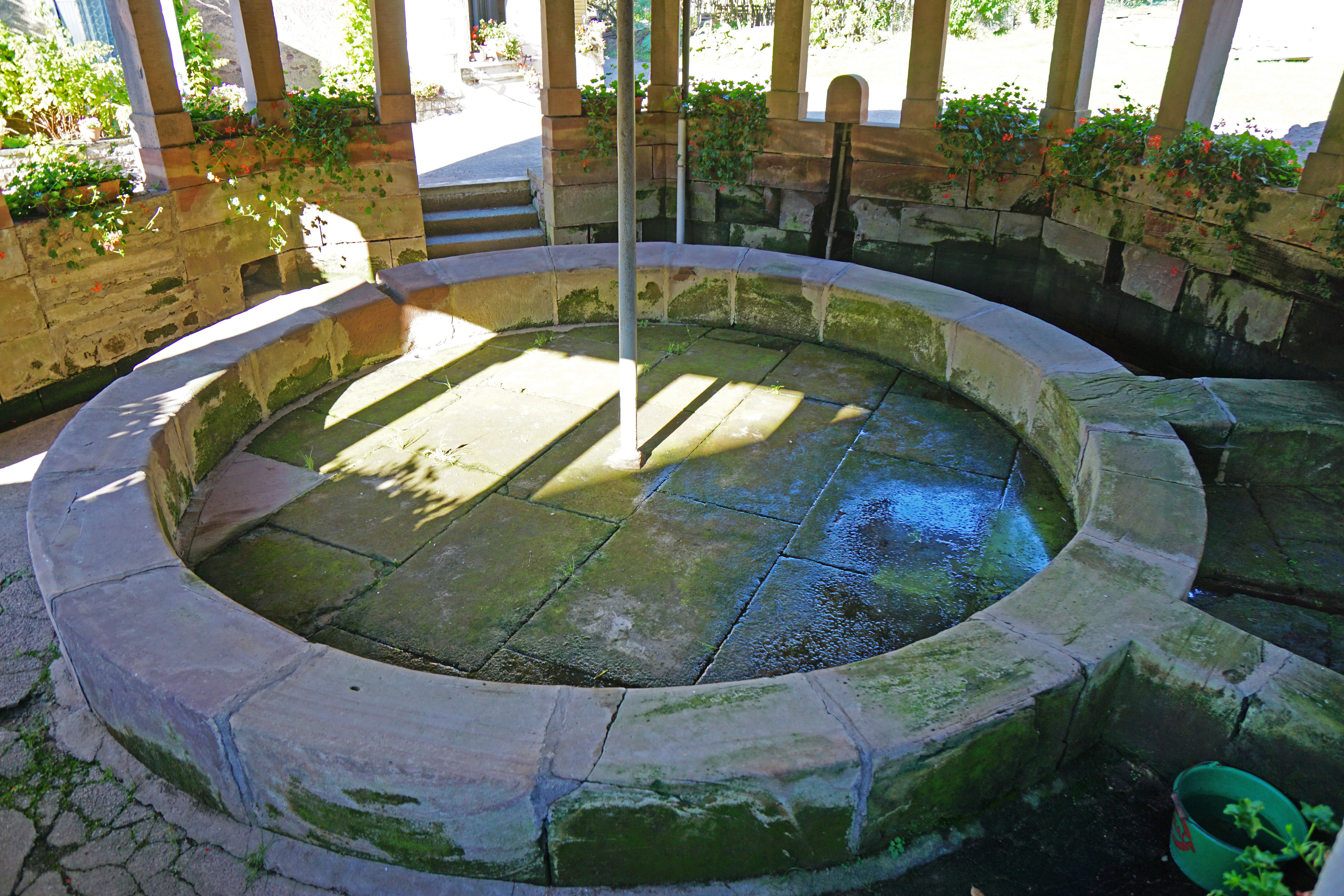
L'intérieur.

### Personnalités liées à la commune
- Saint Valbert (595 - 2 mai 670) vécut en ermite dans une caverne à proximité du village. Cet endroit est devenu un lieu touristique.